# Good Boy Ligneries
Good Boy Lignieres, född 14 augusti 2016, är en fransk varmblodig travhäst som tränades av Philippe Billard och kördes av Franck Nivard.
Han började tävla i februari 2019 och inledde med en andraplats för att därefter ta fyra raka segrar. Han sprang under sin karriär in 168 350 euro på 9 starter, varav 6 segrar och 1 andraplats. Karriärens största segrar kom i Prix Victor Régis (2019) och Prix Piérre Plazen (2019).
Han segrade även i Prix de Gien (2019).
Vid segrarna i Prix Victor Régis (2019) och Prix Piérre Plazen (2019) segrade han över storfavoriten Gotland.

## Statistik
| Statistik för Good Boy Lignieres (Ref.) | Statistik för Good Boy Lignieres (Ref.) | Statistik för Good Boy Lignieres (Ref.) | Statistik för Good Boy Lignieres (Ref.) | Statistik för Good Boy Lignieres (Ref.) | Statistik för Good Boy Lignieres (Ref.) |
| --------------------------------------- | --------------------------------------- | --------------------------------------- | --------------------------------------- | --------------------------------------- | --------------------------------------- |
| Starter                                 | Placeringar                             | Startprissumma                          | Segerprocent                            | Platsprocent                            | Rekord                                  |
| 9                                       | 6-1-0                                   | 168 350 euro                            | 67 %                                    | 78 %                                    | 1.12,5ak,                               |

### Större segrar
| År   | Lopp               | Kusk                  | Vinstbelopp | Grupp   |
| ---- | ------------------ | --------------------- | ----------- | ------- |
| 2019 | Prix de Gien       | Jean-Philippe Monclin | 31 500 EUR  | Grupp 3 |
| 2019 | Prix Victor Régis  | Franck Nivard         | 45 000 EUR  | Grupp 2 |
| 2019 | Prix Piérre Plazen | Franck Nivard         | 45 000 EUR  | Grupp 2 |